# Soulignonne
Soulignonne település Franciaországban, Charente-Maritime megyében. Lakosainak száma 742 fő (2022. január 1.). Soulignonne Corme-Royal, Les Essards, Nieul-lès-Saintes és Saint-Sulpice-d’Arnoult községekkel határos.

## Népesség
A település népessége az elmúlt években az alábbi módon változott:
| Lakosok száma | 509  | 457  | 494  | 670  | 731  | 730  | 701  | 708  | 721  | 742  |
|               | 1968 | 1982 | 1990 | 2006 | 2013 | 2015 | 2017 | 2019 | 2020 | 2022 |